# 세르히 하이다이
세르히 볼로디미로비치 하이다이(우크라이나어: Сергій Володимирович Гайдай; 1975년 11월 6일 출생)는 우크라이나 기업인이자 정치인이다. 그는 2019년 10월 25일부터 2023년 3월 15일까지 루한스크 지역 군민 행정부 수장을 지냈다. 2024년 3월 15일부터 하이다이는 자카르파탸주의 무카체보 지구 국가 행정부 수장이다.

## 전기
하이다이는 Khmelnytskyi University of Economics에서 공부했다. 그는 또한 우크라이나 대통령 직속 국립 행정 아카데미를 졸업했다.
2005년부터 2015년까지 하이다이는 뎀부드 LLC의 총괄 이사였다. 2008년부터 2010년까지 그는 키이우 시의회 의원 보좌관으로 일했다. 2014년부터 2015년까지 하이다이는 오부히우 라이온 주 행정부 의장의 고문으로 일했다. 2015년에는 무카체보 라이온 의회 의원으로 선출되었다. 2015년부터 2018년까지 그는 무카체보 라이온 주 행정부 의장을 지냈다.
2022년 러시아의 우크라이나 침공 기간 동안 하이다이는 루한스크 지역 군민 행정부 수장으로 재직했다.
2022년 세베로도네츠크 전투 중 하이다이는 "러시아군은 세베로도네츠크에서 시리아 전쟁 전술을 사용하고 있다. 먼저 공중 및 포격으로 몇 킬로미터의 지역을 초토화시킨 다음 지상군과 함께 전진한다. 그들이 힘을 얻으면 후퇴하여 장거리 무기로 사격하기 시작한다. 반대로 그들이 대포로 공격하기 시작하면 우리는 후퇴한 다음 원래 위치로 돌아간다."고 언급했다.
우크라이나 내각은 2023년 3월 14일 하이다이를 오데사와 흐멜니츠키주 주지사들과 함께 해임하기로 합의했다. 하이다이는 2023년 3월 15일 대통령령에 따라 주지사직에서 해임되었다.